# اهری، کارناتاکا
اهری، کارناتاکا (به انگلیسی: Aheri, Karnataka) یک روستا در هند است که در کارناتاکا واقع شده‌است.